# Alfred Nerger

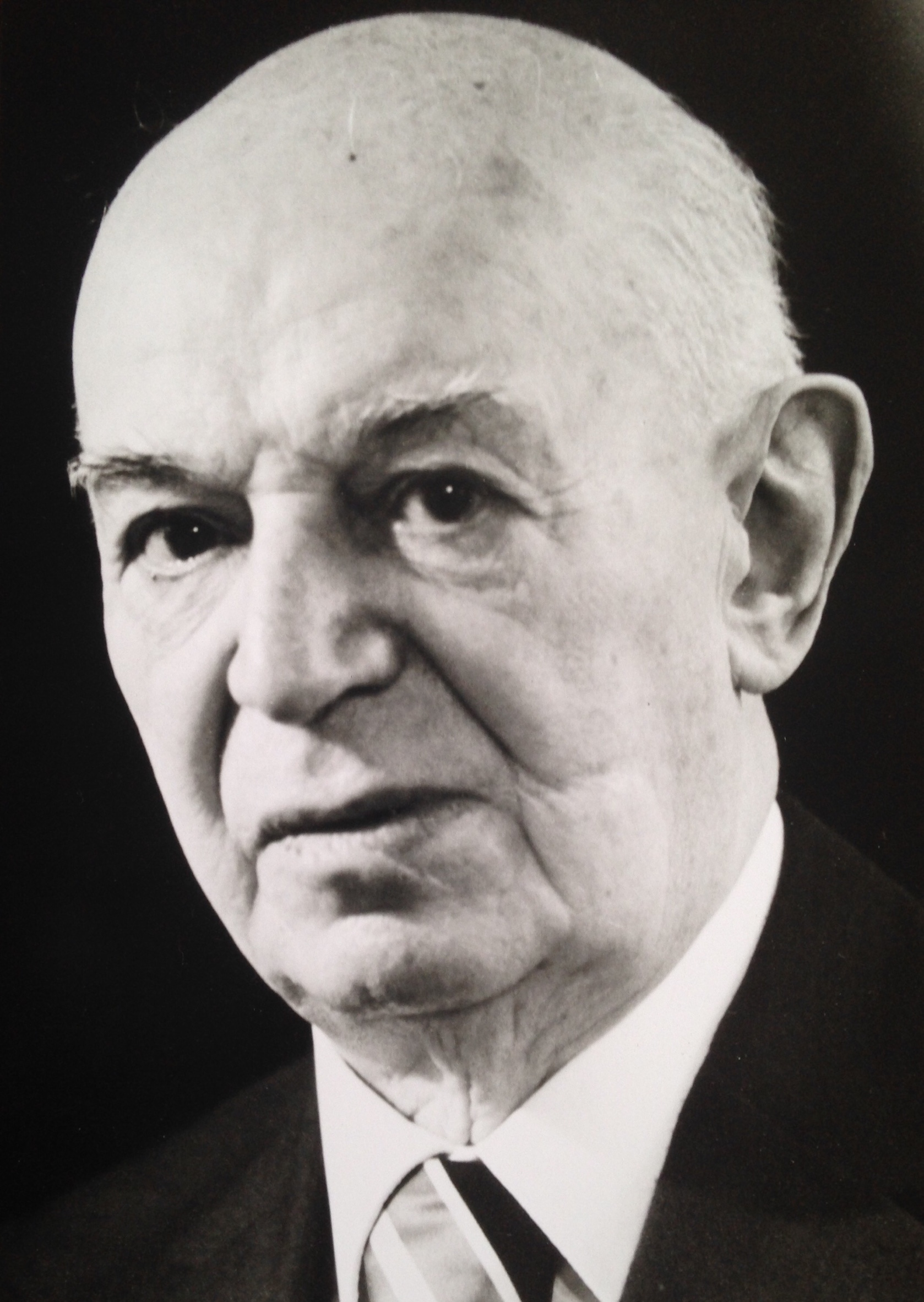
Alfred Nerger

Alfred Nerger (* 16. Juni 1886 in Zeitz; † 5. Februar 1983 in West-Berlin) war ein deutscher Verwaltungsjurist.

## Leben

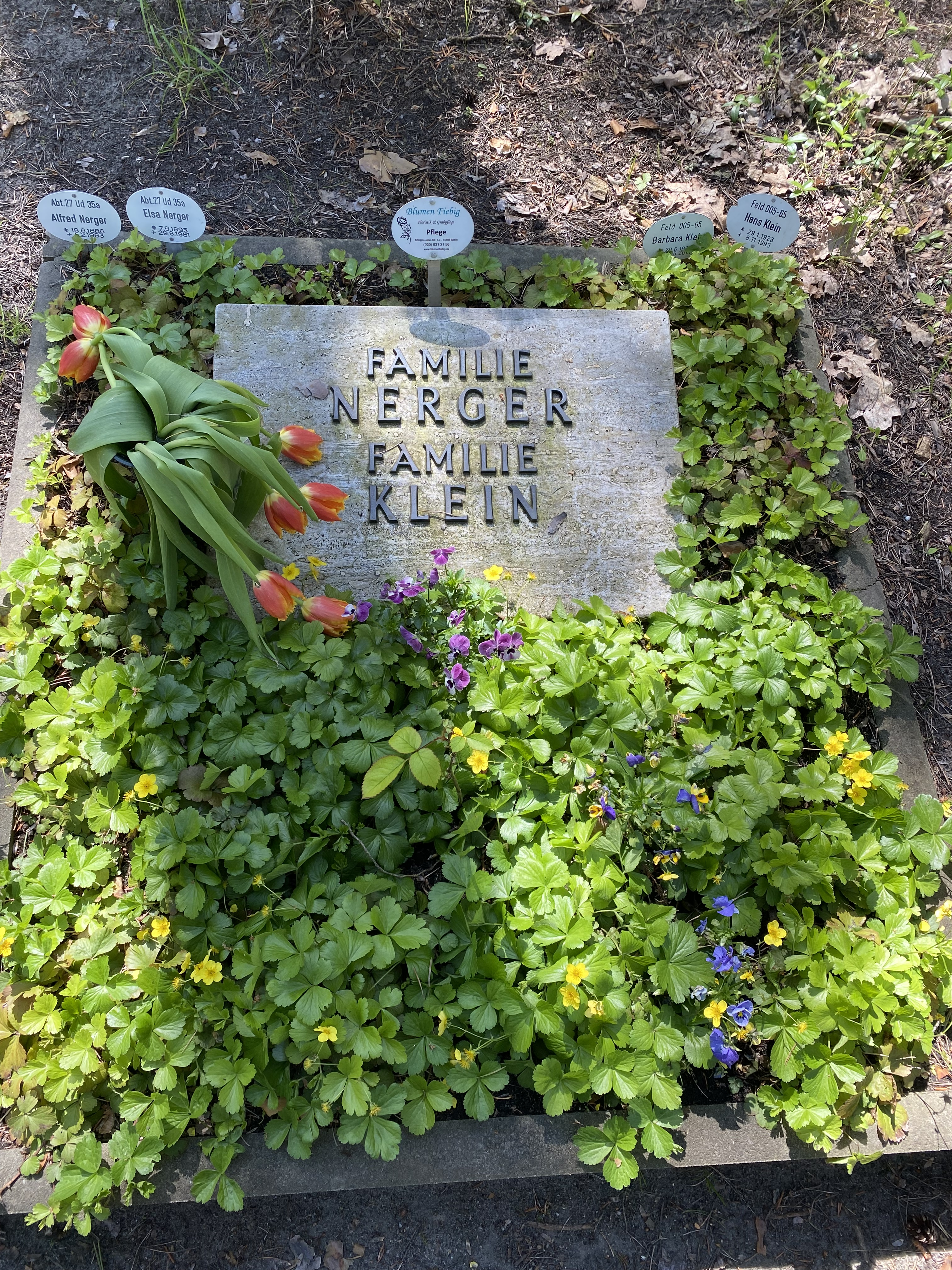
Grabstätte auf dem Waldfriedhof Dahlem

Als Sohn eines Kaufmanns studierte Nerger an der Eberhard-Karls-Universität Rechtswissenschaft. 1905 wurde er im Corps Franconia Tübingen aktiv. Da das Corps 1904 durch „Gefährdung der akademischen Disziplin“ unangenehm aufgefallen war, wurde es am 25. Januar 1906 von der akademischen Disziplinarkommission bis Ende 1906 aufgelöst. Für Nergers Receptionspartie musste deshalb beim Corps Rhenania Tübingen um Waffenschutz gebeten werden. Am 9. Februar 1906 wurde er in Franconias Hilfscorps Hansea recipiert. Nach 13 Mensuren wurde er am 12. November 1906 inaktiviert. Er wechselte an die Universität Leipzig und die Friedrichs-Universität Halle. Er bestand 1908 das Referendar- und 1914 das Assessorexamen. Zwischenzeitlich diente er als Einjährig-Freiwilliger beim Torgauer Feldartillerie-Regiment 74 in der 8. Division (Deutsches Kaiserreich). Als Leutnant der Reserve (Offizierspatent von 1913) zog er in den Ersten Weltkrieg. Am 14. November 1915 heiratete er Else Bergter, die ihm zwei Töchter schenkte. In den letzten zweieinhalb Jahren war er Regimentsadjutant und Oberleutnant. Er kehrte mit beiden Eisernen Kreuzen zurück.
Nach einer Tätigkeit in der Reichsfinanzverwaltung übernahm er als Regierungsrat das Finanzamt Zeitz, das er elf Jahre lang leitete. 1931 wurde er für 12 Jahre zum Oberbürgermeister von Zeitz gewählt. Viele Jahre war er Vorsitzender der Prüfungskommission für Kommunal- und Sparkassenbeamte der Provinz Sachsen. 1939, noch vor dem Überfall auf Polen, ließ er sich vorzeitig pensionieren, weil er mit der NSDAP im ständigen Konflikt lag. Die E.A. Naether AG, eines der größten Industrieunternehmen zu dieser Zeit in Zeitz, berief ihn daraufhin zum Vorstand. Unter schwierigen Verhältnissen arbeitete er an der Leitung der Firma und ihrer 2000-köpfigen Belegschaft bis zum Kriegsende mit.  Die Amerikaner nahmen ihn als früheren Offizier in automatischen Arrest. Bald wieder entlassen, kam er in eine siebeneinhalbjährige Haft in sowjetischen Zuchthäusern – allein wegen seiner Stellung in der Zeit des Nationalsozialismus. Nach der Entlassung lebte er sechs Jahre in Berlin-Dahlem, dann in Tübingen und schließlich in einem Berliner Altersheim.
Alfred Nerger wurde auf dem Waldfriedhof Dahlem (Feld 005-65) beigesetzt.

## Ehrungen
- Eisernes Kreuz II. und I. Klasse
- Ehrenmitglied des Corps Franconia Tübingen (13. Februar 1971)
- Ehrenzeichen des Deutschen Roten Kreuzes
- Goldenes Buch der Stadt Zeitz[1]